# L'Ami du peuple (1928)
Pour les articles homonymes, voir L'Ami du peuple.
L'Ami du peuple est un journal français qui existe durant l'entre-deux-guerres de 1928 à 1937. Il est lancé à Paris en 1928, par le parfumeur François Coty (1874-1934) qui en fait un journal d'extrême droite. Journal bon marché, à fort tirage, il se caractérise par sa xénophobie et son anticommunisme. Coty en perd le contrôle en décembre 1933. Le quotidien passe sous la direction de directeurs et d'investisseurs qui se succèdent et décline progressivement, jusqu'à sa disparition en 1937.

## Histoire
Coty ayant remarqué que ses employés lisaient L'Humanité, il décide de lancer L’Ami du peuple pour faire concurrence à l'influence communiste.
Le journal est destiné à la classe moyenne et la petite bourgeoisie, aux anciens combattants et aux retraités et vendu un peu moins cher que les autres journaux ; Havas, distributeur parisien exclusif, refuse alors de lui donner la publicité en dépit d’une circulation d’un million par jour, et les messageries Hachette qui détenaient le monopole de la vente des journaux dans les kiosques parisiens et dans les gares refusent de le distribuer ; s’ensuit un procès retentissant intenté par Havas et les 5 plus grands quotidiens parisiens parmi lesquels  Le Matin, Le Journal, Le Petit Parisien et  Le Petit Journal. Un arrêt de la cour en date du 9 avril 1930 donne gain de cause à François Coty qui reçoit, après un arbitrage mené par André Tardieu, des dommages-intérêts et se voit reconnaître le droit de publier et distribuer son journal.
En dépit de cette hostilité, le succès est d’emblée considérable ; il tire à  800 000 exemplaires à la fin de 1928, le tirage atteint le million, en 1930.
Sa ligne éditoriale est xénophobe, anticommuniste et nationaliste, exaltant l’ordre, l'autorité et l'antiparlementarisme. À la suite de l'affaire Hanau et l’affaire Albert Oustric, l'antisémitisme vient s'ajouter en 1932 : le journal dénonce un « complot financier international anti-français incarné par la finance judéo-germano-américaine, alliés pour spolier la France et déclencher la révolution ».
Les principaux rédacteurs sont alors Urbain Gohier, Jacques Ditte, André Chaumeix, Jacques Roujon, directeur et rédacteur en chef, et Flavien Brenier.
En janvier 1934, L'Ami du Peuple est racheté par l'agence Havas, Le Journal
et les papeteries Darblay ; Pierre Bermond devient directeur. Le quotidien affirme être « l'organe officiel du Front national et de la Solidarité française », dirigée par Jean Renaud, qui collabore au quotidien.
En juin 1935, le journaliste conservateur et antiparlementaire François Le Grix, directeur de La Revue hebdomadaire, ayant reçu des capitaux de Mussolini rachète le journal,. Le journal se présente à partir du 11 novembre 1935 comme « le journal du rassemblement national et social pour la réforme de l'État ». Pierre Taittinger, dirigeant des Jeunesses patriotes, qui signe des articles depuis l'automne 1935, devient co-directeur en janvier 1936 aux côtés de Le Grix. Le journal devient leur tribune même s'il publie aussi des articles de leurs alliés comme Philippe Henriot ou Jean Renaud, hostiles au Front populaire. Taittinger en prend le contrôle au printemps 1936.
En septembre 1936, Taittinger afferme son quotidien à Georges Mandel de façon occulte. Taittinger continue à publier des articles jusqu'en septembre 1937 tandis que des proches de Mandel comme Pierre Lafue y signent des éditoriaux à partir de fin septembre 1936. Le tirage du journal est alors de deux cents à trois cent mille exemplaires. Mandel se retire en juillet 1937 après y avoir mené une campagne contre l'influence allemande, tel cet éditorial de Lafue en octobre 1936. Mandel n'y signa aucun article ; il utilisa parfois le pseudonyme de Montclart, qu'il partagea avec d'autres journalistes, pour soutenir notamment une ligne favorable au renforcement du pacte franco-soviétique, que condamnait Taittinger.
Le journal connait des difficultés en 1937, diminue sa pagination et licencie des journalistes. Son tirage n'est plus que de cent mille exemplaires. Il cesse de paraitre fin septembre 1937, reparait durant quelques jours en octobre avec une nouvelle direction  puis cesse définitivement de paraitre à la fin du mois d'octobre.

## Xénophobie
Le journal est marqué par sa xénophobie : en 10 ans, il a publié près de 400 articles xénophobes, ce qui est dix fois supérieur à la moyenne des autres journaux xénophobes de l'époque. La représentation de l'étranger dans le journal évolue avec la conjoncture politique : dans un premier temps, de 1928 à 1931, l'étranger est avant tout représenté comme une menace sociale pour la cohésion nationale, avant que la crise économique n'incite à un renouvellement de son image, de 1931 à 1932. Il est alors critiqué sur le prisme de la concurrence envers le travail des Français. Finalement les arrivées des victimes du fascisme s'accroissant, notamment de Juifs allemands après l'arrivée de Hitler au pouvoir en 1933, c'est le danger politique de l'étranger - de gauche ou d'extrême gauche, révolutionnaire, antifasciste - qui est mis en avant.
Le principal auteur de ces articles xénophobes est Jacques Dolor (43 % de l'ensemble des textes xénophobes), un cinquième de ceux-ci sont aussi constitués de lettres de lecteurs, notamment à partir de la deuxième moitié des années 1930, quand le journal commence à péricliter.